# فرد ستون
فرد ستون (بالإنجليزية: Fred Stone)‏ هو ممثل أمريكي، ولد في 19 أغسطس 1873 بلونغمونت في الولايات المتحدة، وتوفي في 6 مارس 1959 في الولايات المتحدة.

## أعمال

### أفلام
- (1935) أليس آدمز
- (1940) الغربي

## وصلات خارجية
- فرد ستون على موقع IMDb (الإنجليزية)
- فرد ستون على موقع الموسوعة البريطانية (الإنجليزية)
- فرد ستون على موقع ألو سيني (الفرنسية)
- فرد ستون على موقع أول موفي (الإنجليزية)
- فرد ستون على موقع قاعدة بيانات برودواي على الإنترنت (الإنجليزية)
- فرد ستون على موقع قاعدة بيانات الأفلام السويدية (السويدية)
- فرد ستون على موقع قاعدة بيانات الفيلم (الإنجليزية)
- فرد ستون على موقع كينوبويسك (الروسية)